# Christiane F. (album)
Pour le film d'Uli Edel, voir Moi, Christiane F., 13 ans, droguée, prostituée….
Albums de David Bowie
ChangesTwoBowie
(1981) Let's Dance
(1983)
Christiane F. est un album de David Bowie paru en 1981. Bande originale du film Moi, Christiane F., 13 ans, droguée, prostituée…, il se compose de chansons déjà parues sur les albums précédents du chanteur, en particulier ceux de sa période berlinoise "Heroes" (1977) et Lodger (1979). Les chansons TVC 15 et Stay apparaissent dans leurs versions raccourcies parues à l'origine en 45 tours.

## Titres
| 1. | V-2 Schneider (en) (de "Heroes")                                  | David Bowie                           | 3:09 |
| 2. | TVC 15 (version single)                                           | David Bowie                           | 3:29 |
| 3. | "Heroes/Helden" (de "Heroes" avec une partie chantée en allemand) | David Bowie, Brian Eno, Antonia Maass | 6:01 |
| 4. | Boys Keep Swinging (de Lodger)                                    | David Bowie, Brian Eno                | 3:16 |
| 5. | Sense of Doubt (en) (de "Heroes")                                 | David Bowie                           | 3:56 |

| 6. | Station to Station (de Stage)  | David Bowie            | 8:42 |
| 7. | Look Back in Anger (de Lodger) | David Bowie, Brian Eno | 3:06 |
| 8. | Stay (version single)          | David Bowie            | 3:20 |
| 9. | Warszawa (de Low)              | David Bowie, Brian Eno | 6:18 |